# ホースシュー・ベイ (カナダ)

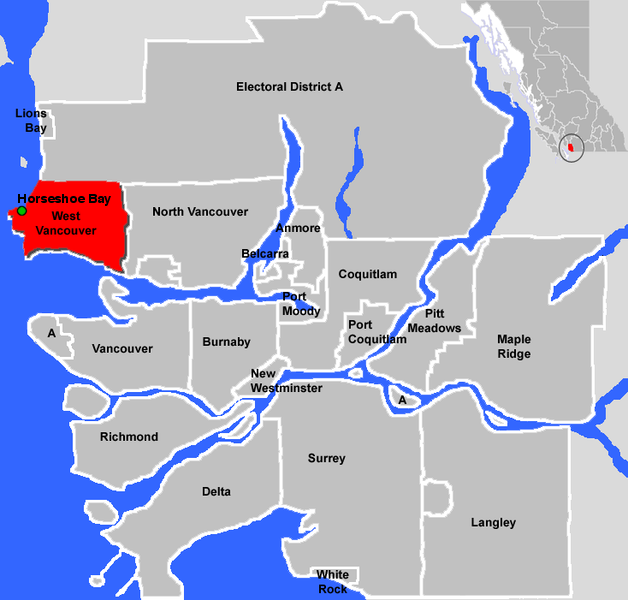
バンクーバー都市圏におけるホースシュー・ベイの位置

ホースシュー・ベイ（Horseshoe Bay）は、カナダ・ブリティッシュコロンビア州のウェストバンクーバーにある、人口約1000人の集落。ウェストバンクーバーの西端、ハウサウンドの入り口に位置し、ブリティッシュコロンビア州道1号（British Columbia Highway 1）西の終点かつトランスカナダハイウェイの本土側の終点で、州道99号（British Columbia Highway 99）の南の終点である。
ホースシュー・ベイは、BCフェリーで3番目に利用の多いホースシュー・ベイフェリーターミナルの所在地である。バンクーバー本土からバンクーバー島のナナイモに渡るフェリー航路のうちの1つが就航する。

## ギャラリー

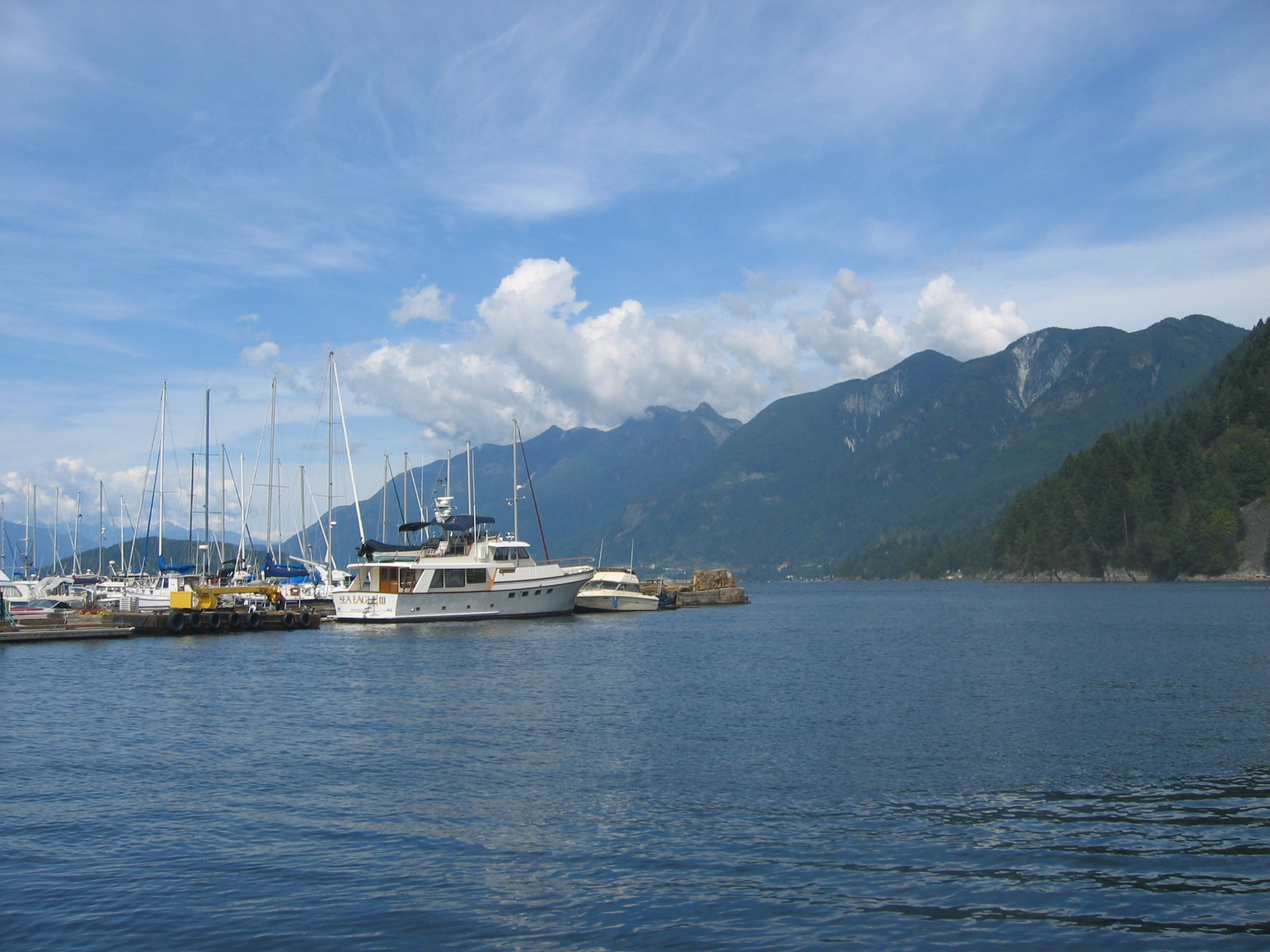
ハウサウンドと漁船
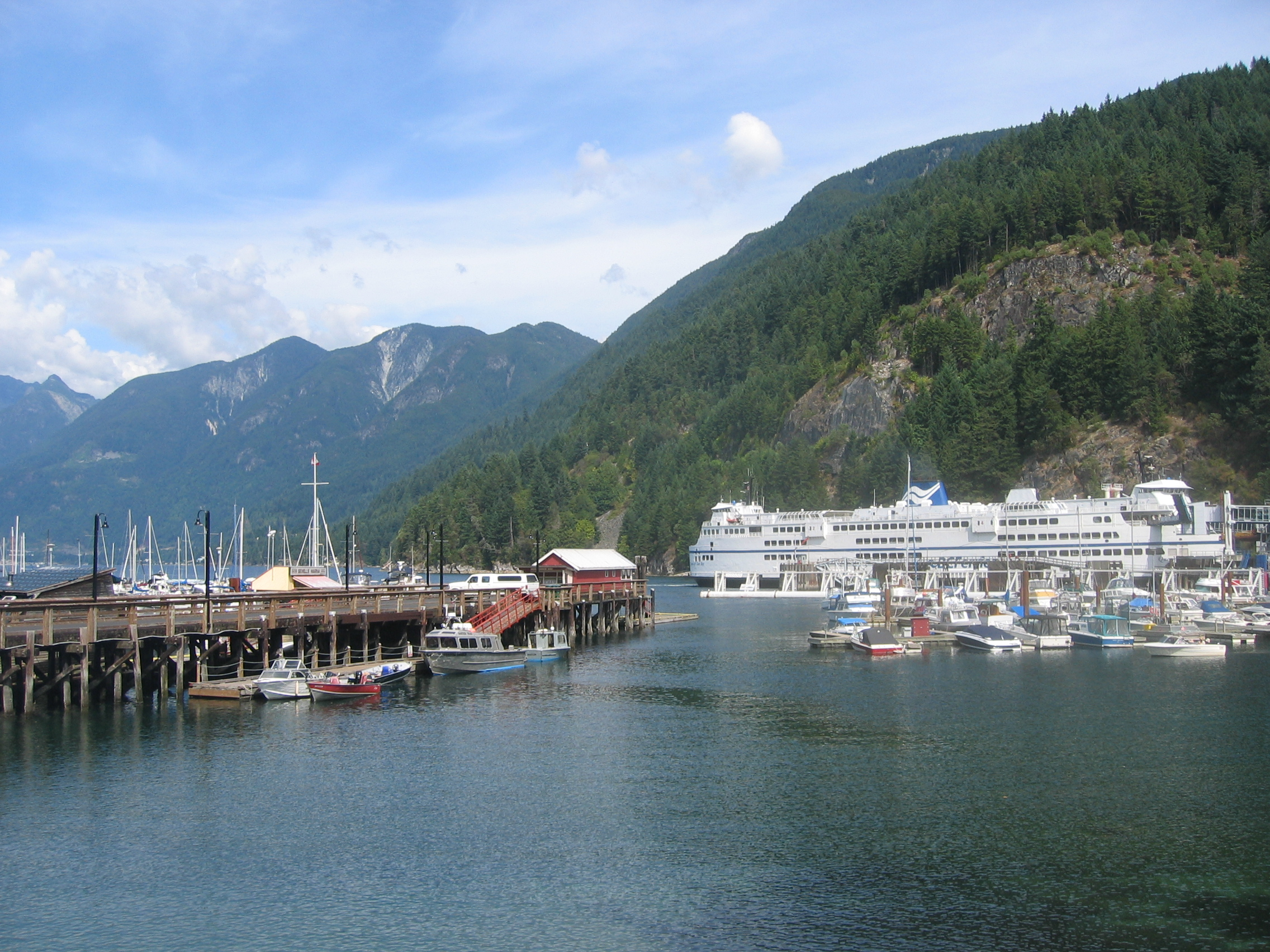
ドックに入ったクイーンオブオークベイ号とマリーナ
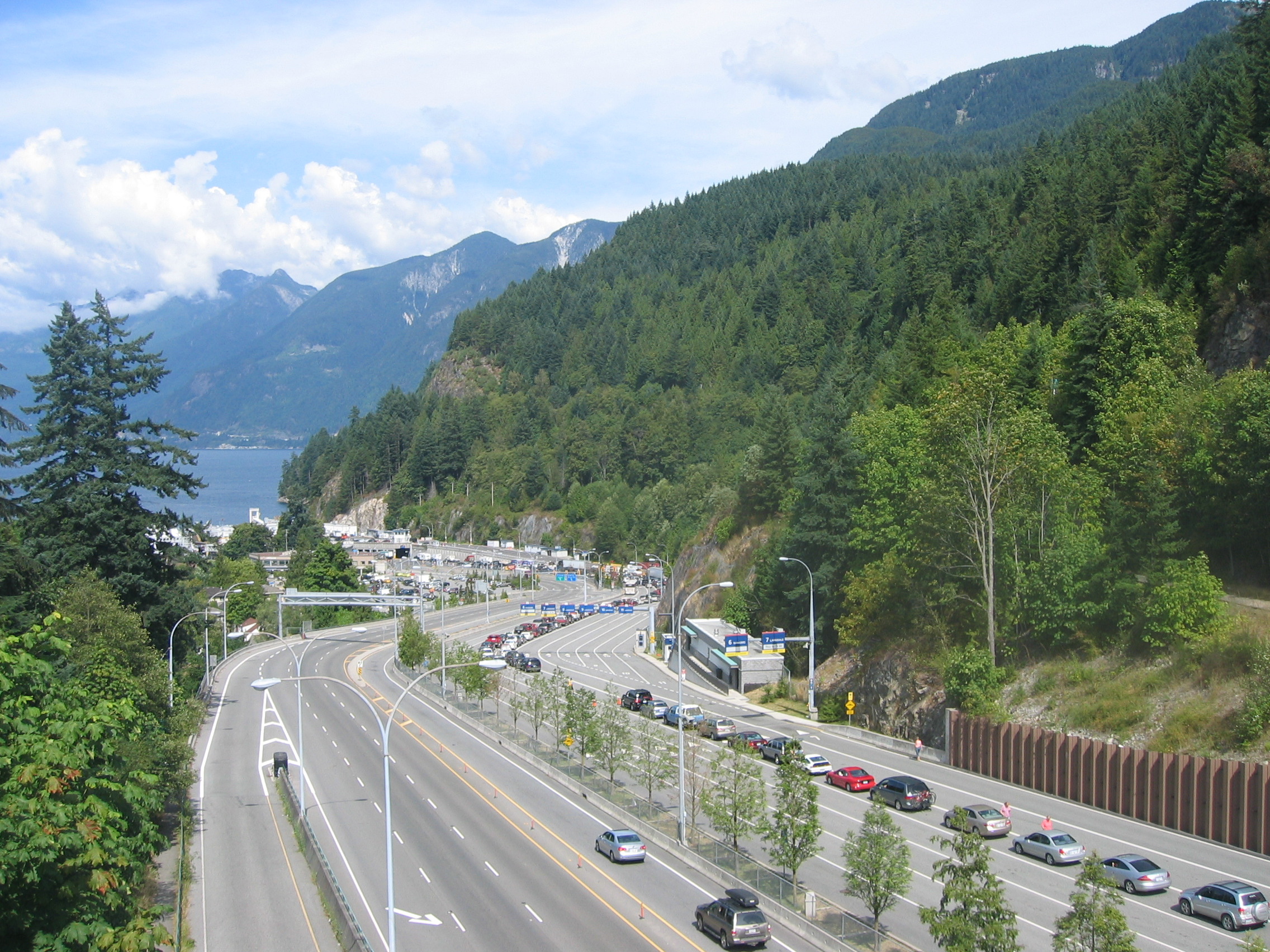
フェリーターミナルに向かう車列
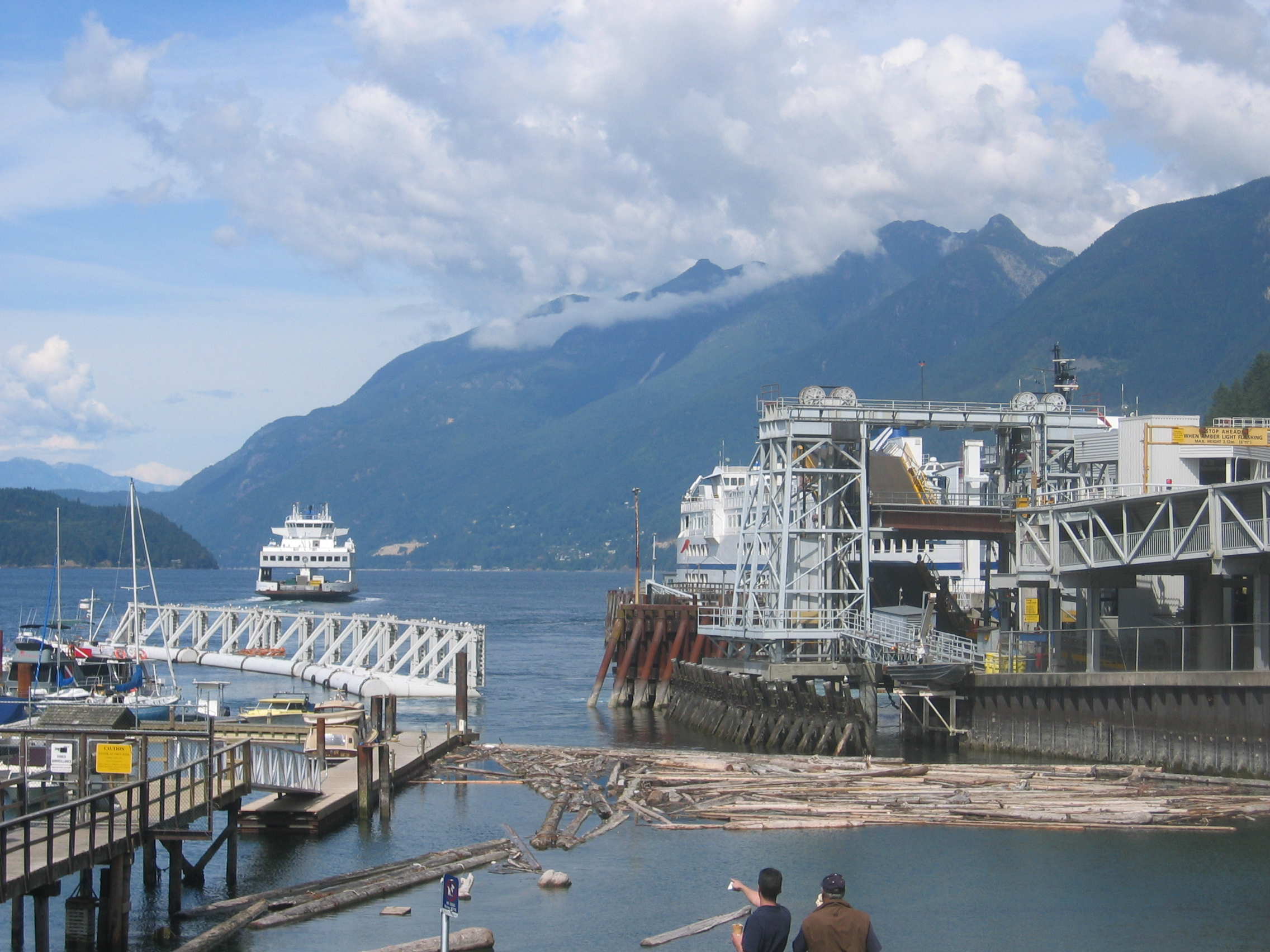
ターミナルを発つフェリー
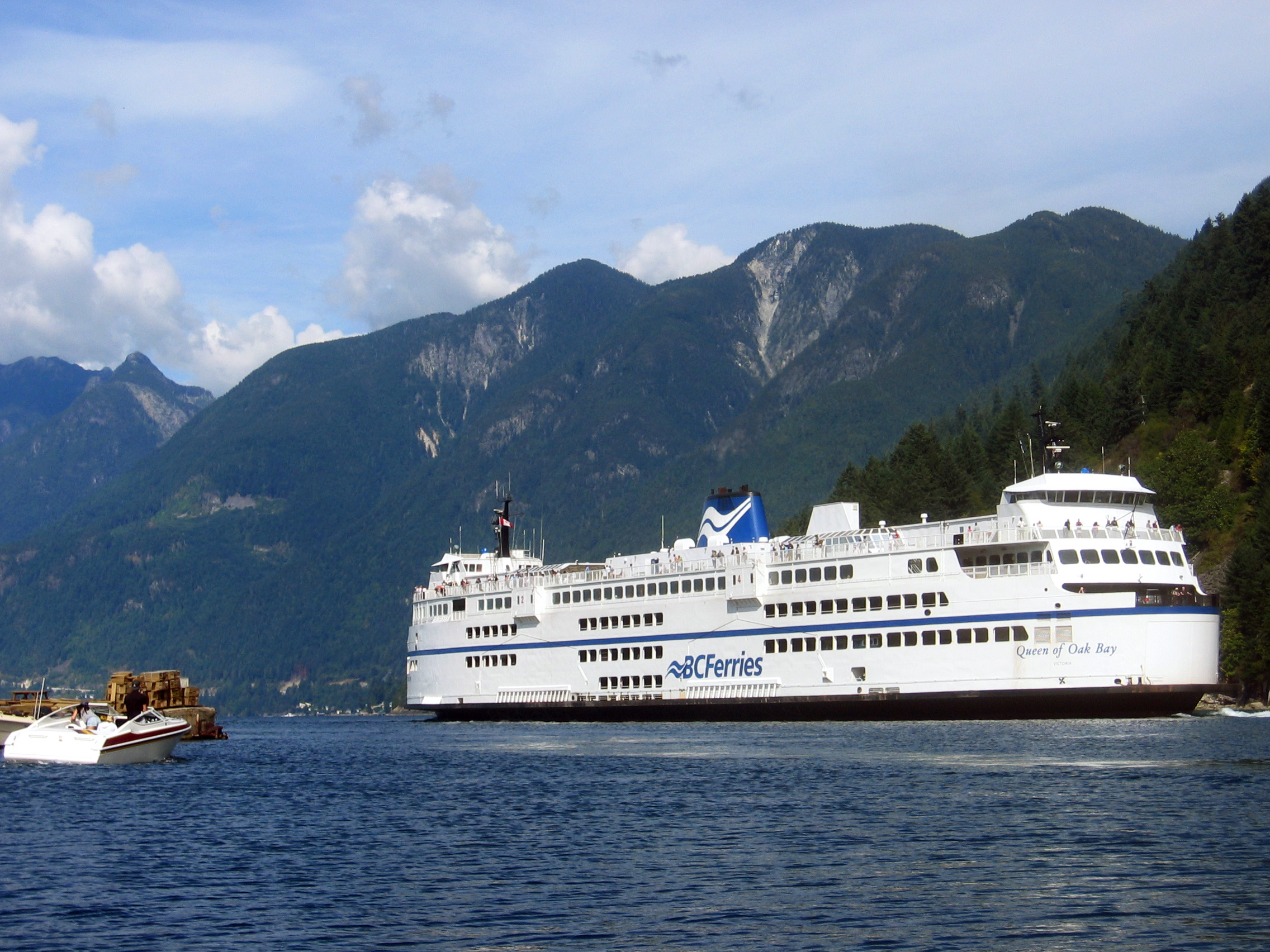
出航するクイーンオブオークベイ号
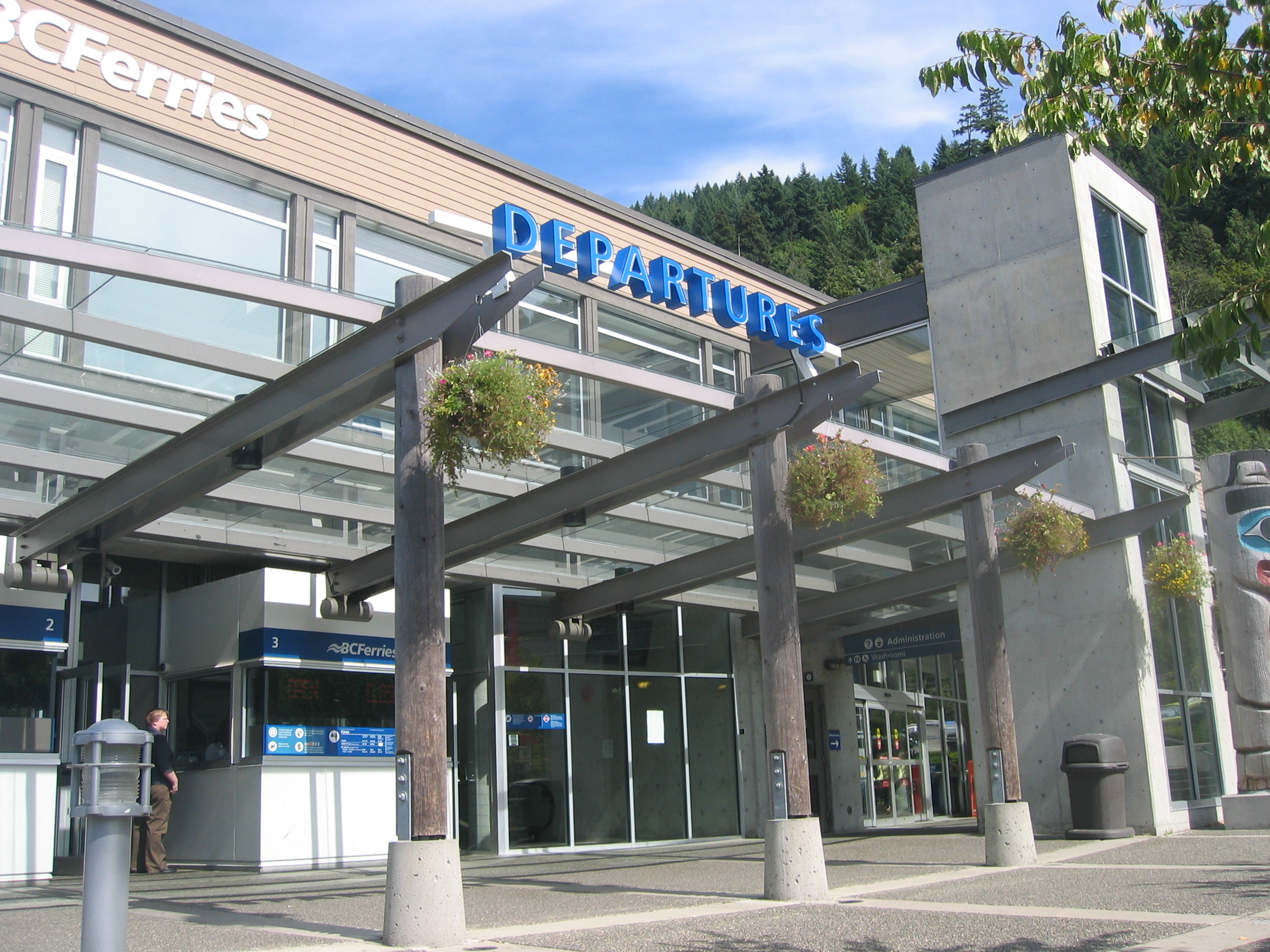
ターミナルビル入り口
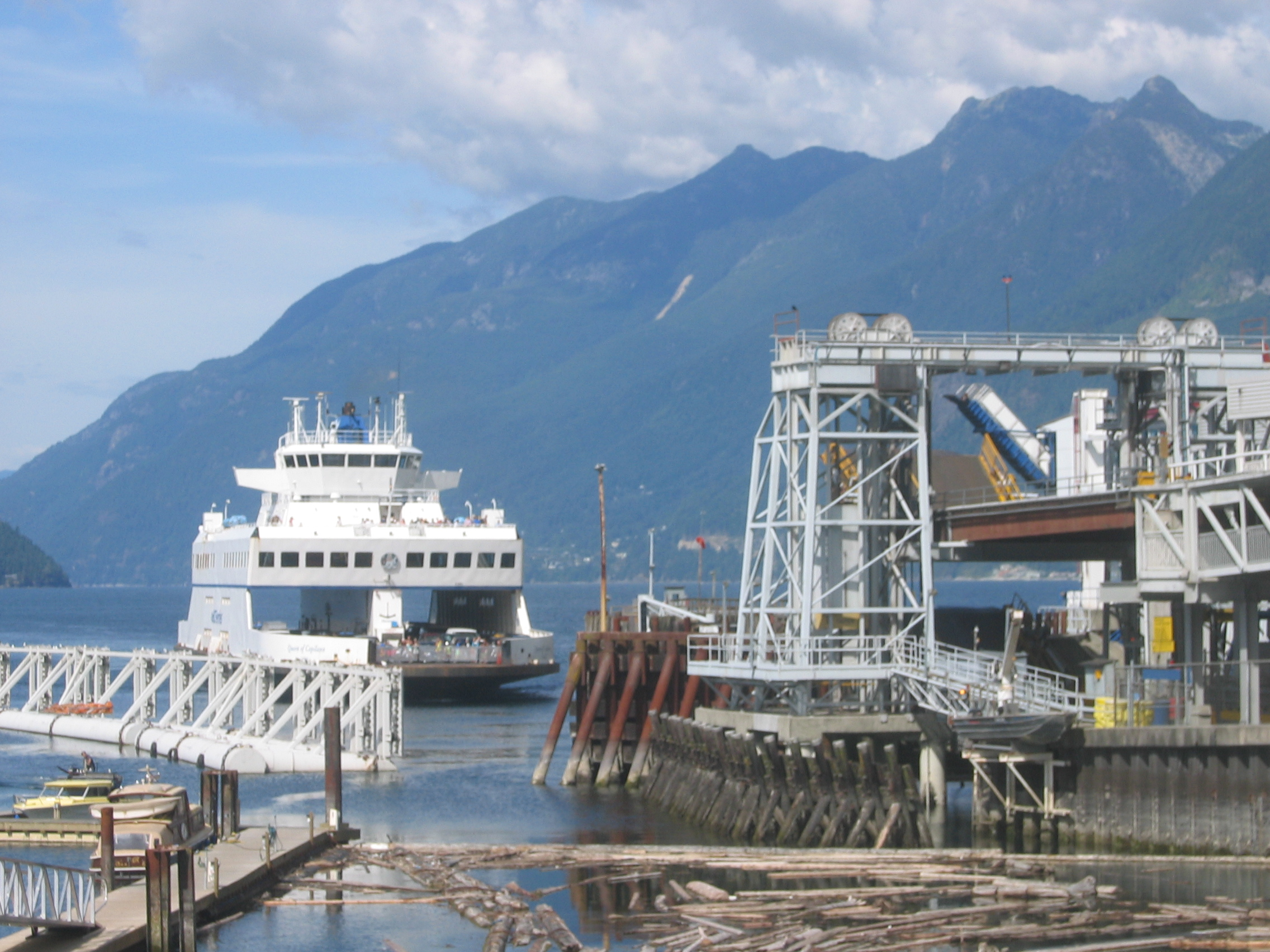
到着したクイーンオブキャピラノ号